# Borneodessus
Borneodessus là một chi bọ cánh cứng trong họ Dytiscidae.
Chi này được Balke, Hendrich, Mazzoldi & Biström miêu tả khoa học năm 2002.

## Các loài
Chi này gồm các loài:
- Borneodessus zetteli Balke, Hendrich, Mazzoldi & Biström, 2002